# Chrysolina scotti
Chrysolina scotti é uma espécie de artrópode pertencente à família Chrysomelidae.